# Baade B-152

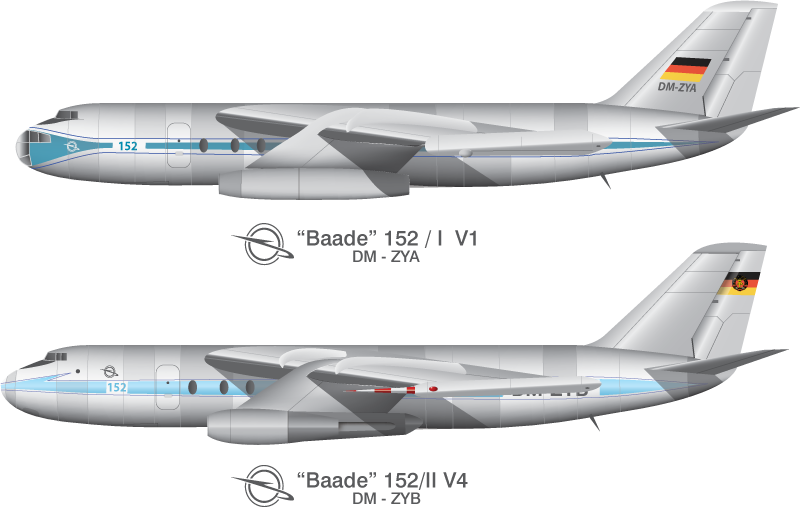
de 2 prototypes van de Baade B-152

De Baade B-152, ook wel bekend als Dresden 152, VL-DDR of gewoonweg 152, was Oost-Duitslands eerste en enige passagiersvliegtuig. Het is gebouwd en getest in Dresden.
De naam Baade is afgeleid van de ontwerper van het vliegtuig, Brunolf Baade. Slechts twee prototypes van het toestel zijn ooit gebouwd. Het toestel beschikte over een landingsgestel in tandemconfiguratie, dat wil zeggen een wiel voor en achteraan de romp en onder elke vleugeltip een wiel. Dit landingsgestel is te vergelijken met de Boeing B-47.
De eerste vlucht van het toestel vond plaats op 4 december 1958 en duurde 35 minuten. Tijdens de tweede testvlucht op 4 maart 1959 crashte het toestel waarbij de gehele bemanning om het leven kwam. Naar communistisch gebruik werd de oorzaak van de crash nooit bekendgemaakt.
Na de crash werden de testvluchten voortgezet met iets afwijkende tweede prototype, de Baade B-152V4/II. Dit toestel had een ander landingsgestel met de wielen onder de motoren. Naast dit toestel werd het derde prototype, de Baade B-152V5/II alleen gebruikt voor grondtests.
Op het moment dat het testen bijna was voltooid en Interflug in 1960 vier bestellingen had geplaatst, beëindigde de DDR-regering het project op last van de Sovjet-Unie. De Sovjets zagen het namelijk als een bedreiging voor de eigen luchtvaartindustrie als de DDR zelf vliegtuigen ging ontwikkelen. Noodgedwongen is Interflug toen met Tupolev Tu-124s gaan vliegen.
Na het stopzetten van het project zijn alle prototypes en testmodellen vernietigd. Eén exemplaar bleef bewaard en wordt op dit moment (2006) gerestaureerd.